# Vrabečnicovité
Vrabečnicovité (Thymelaeaceae) je čeleď vyšších dvouděložných rostlin z řádu slézotvaré (Malvales). Zahrnuje 50 rodů a téměř 900 druhů a je rozšířena po celém světě. Vrabečnicovité jsou nejčastěji dřeviny se čtyřčetnými nebo pětičetnými květy. Některé druhy jsou velmi jedovaté. V české přírodě je čeleď zastoupena 2 druhy lýkovce a vrabečnicí roční.

## Popis
Vrabečnicovité jsou opadavé nebo stálezelené keře a stromy, řidčeji i liány a byliny se střídavými nebo řidčeji vstřícnými jednoduchými listy bez palistů. Někdy jsou internodia zkrácená a listy proto vypadají jako přeslenité. Větve bývají ohebné a obtížně se lámou, neboť obsahují v lýku a kůře dlouhá pevná vlákna a dřevo je málo lignifikované. Čepel listů je celokrajná, se zpeřenou žilnatinou. Rostliny jsou jednodomé nebo řidčeji dvoudomé.
Květy jsou jednopohlavné nebo oboupohlavné, pravidelné, jednotlivé nebo v úžlabních či vrcholových květenstvích. Kalich je trubkovitý až zvonkovitý, srostlý, čtyř- až pětičetný, nejčastěji bledě zelený, bílý nebo smetanový. Korunních lístků je stejný počet jako kališních nebo dvojnásobek, často je koruna redukovaná na šupinky nebo chybí. Na bázi květní trubky je obvykle vyvinut nektáriový terč, buď srostlý nebo tvořený oddělenými nektárii, u některých zástupců může být i laločnatý a korunovitý. Tyčinek je 2 až mnoho (nejčastěji stejný počet jako kališních cípů nebo dvojnásobek), obvykle jsou přirostlé u ústí nebo uvnitř květní trubky, s krátkými tyčinkami. V jednopohlavných samičích květech tyčinky chybějí nebo jsou přítomna pouze staminodia. Semeník je svrchní, pseudomonomerní, tvořený jedinou komůrkou s jedním vajíčkem, někdy vyrůstající na krátkém gynoforu. Čnělka je vrcholová nebo poněkud postranní, s hlavatou bliznou. Plodem je peckovice, řidčeji oříšek. Semena jsou poměrně velká.
Mnohé druhy vrabečnicovitých jsou silně jedovaté. Nejčastější účinnou látkou je dafnin, kumarinový derivát přítomný ve všech částech rostliny.

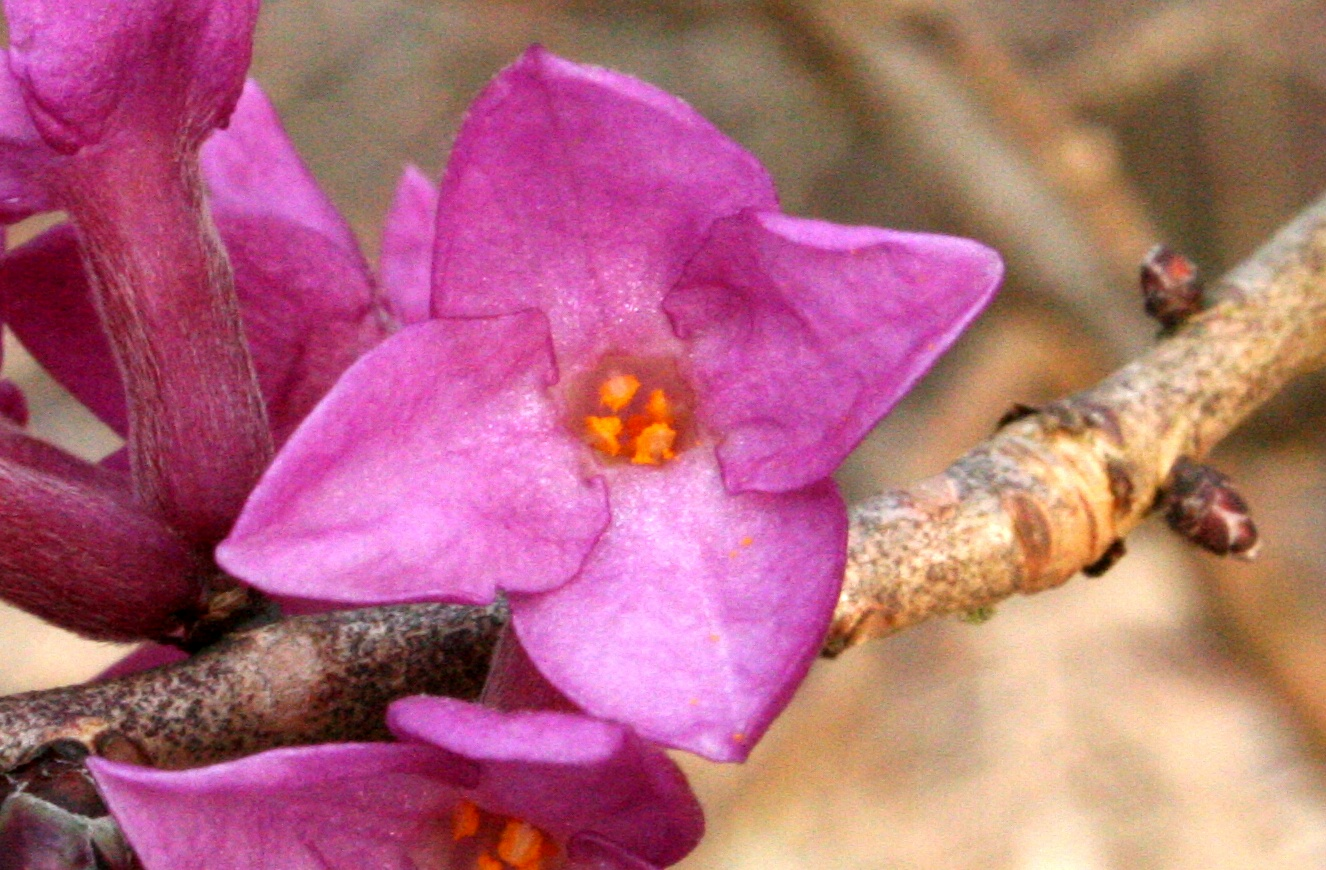
Detail květu lýkovce jedovatého (Daphne mezereum)
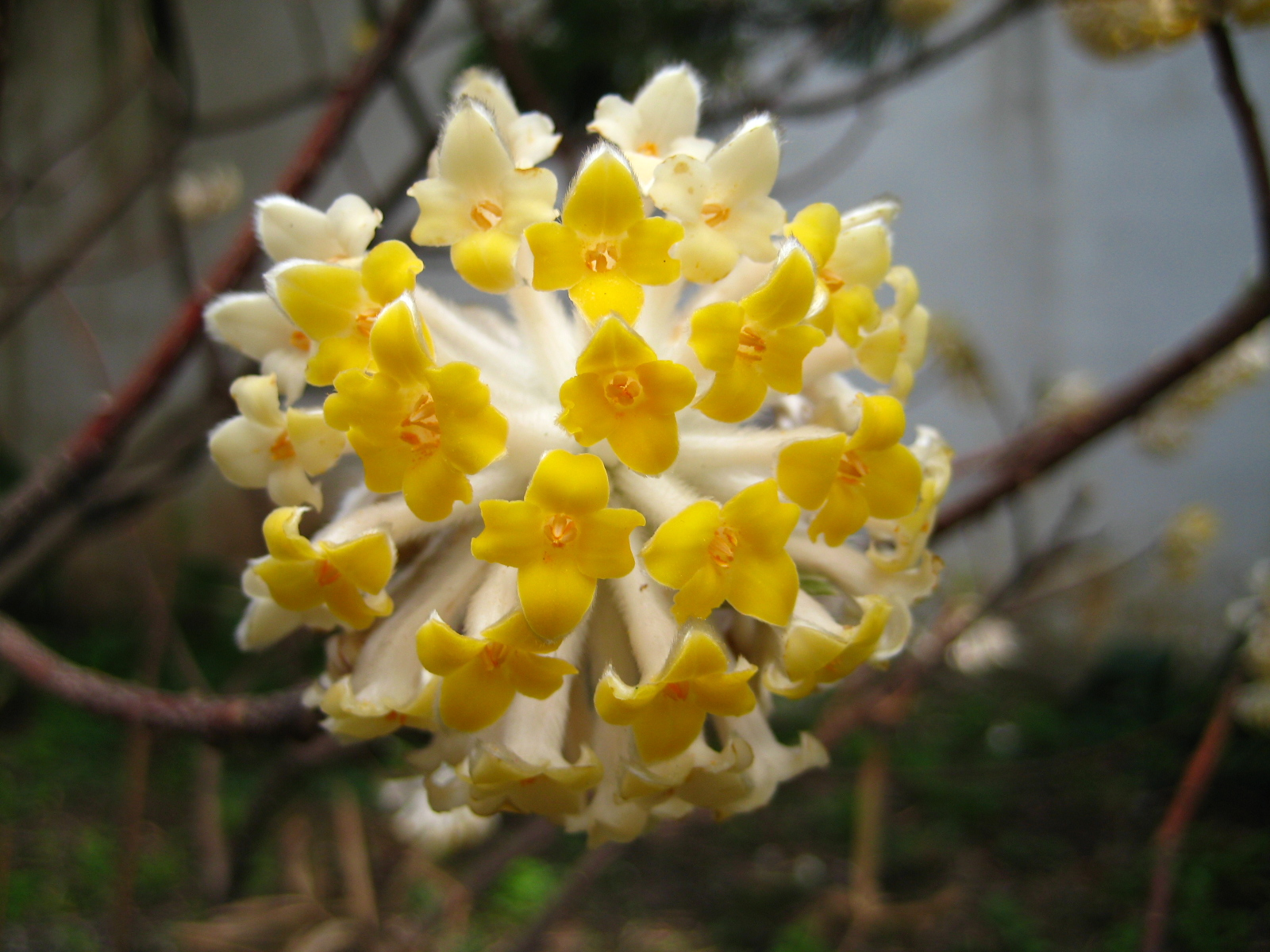
Květenství Edgeworthia chrysantha
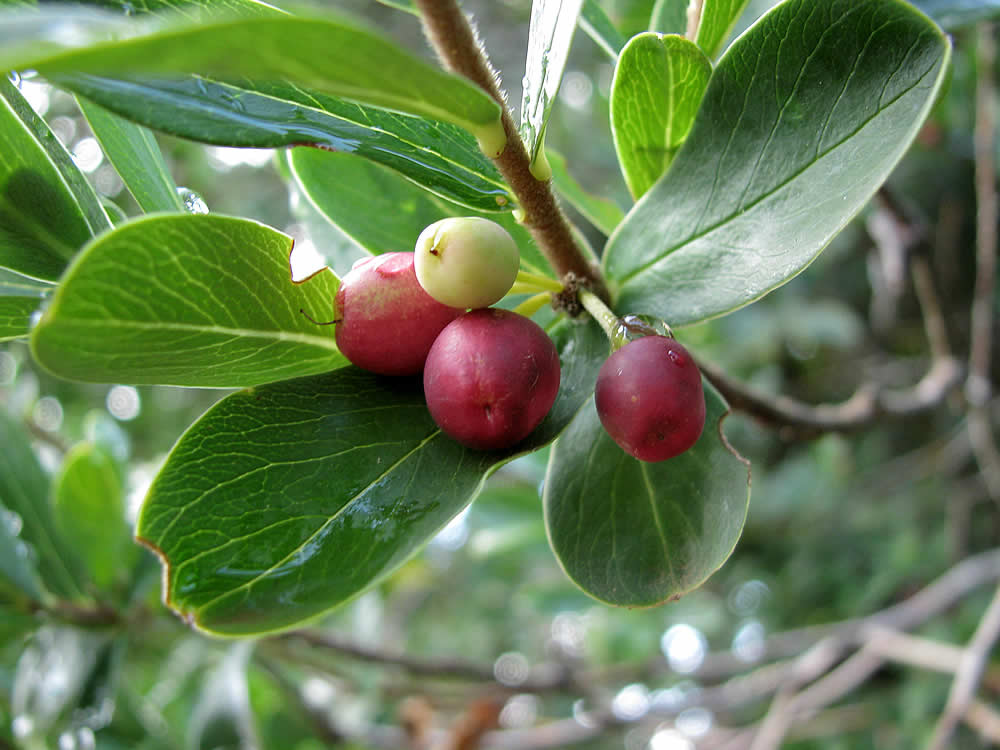
Plody Ovidia pillo-pillo
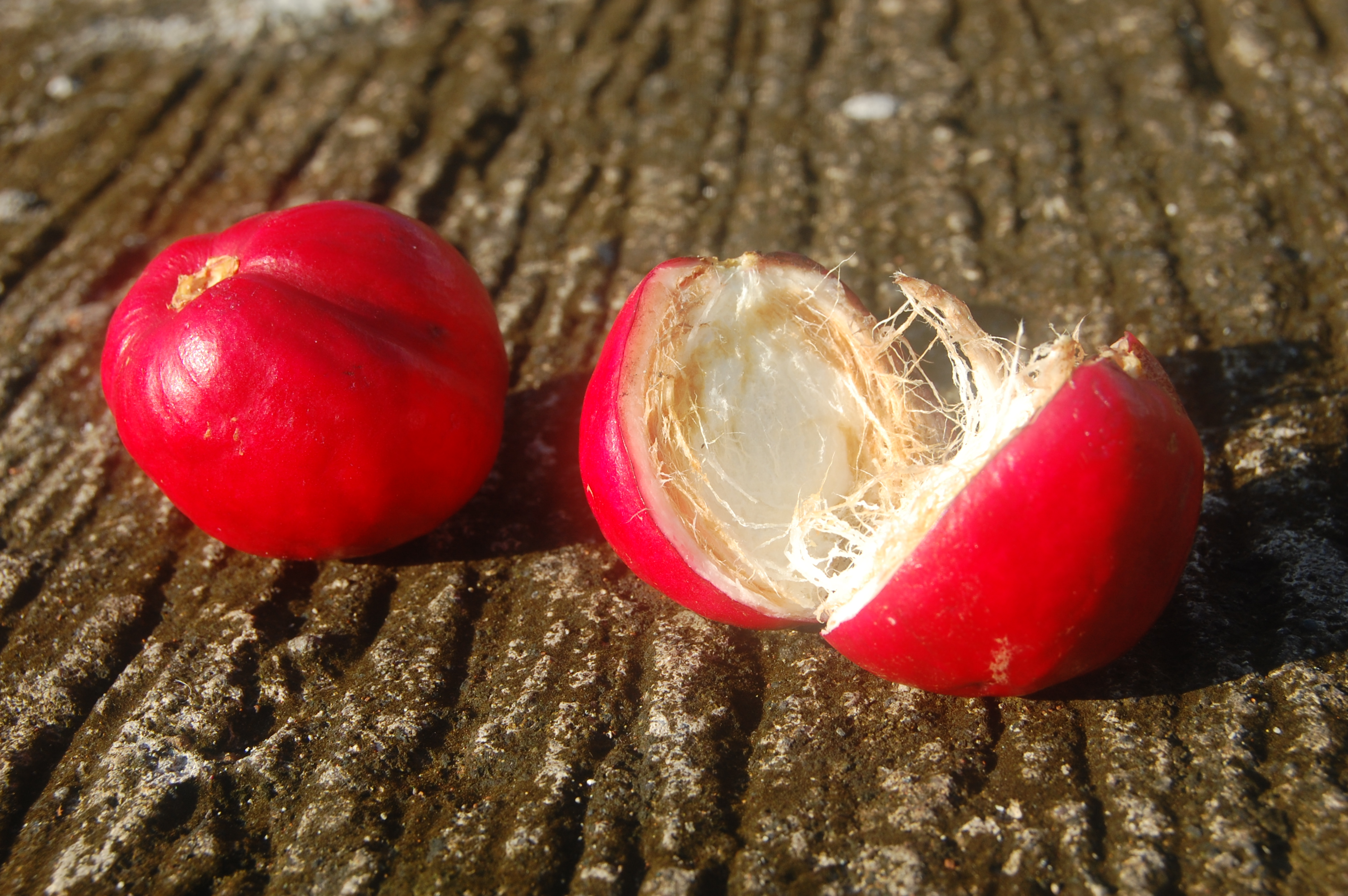
Plody Phaleria macrocarpa
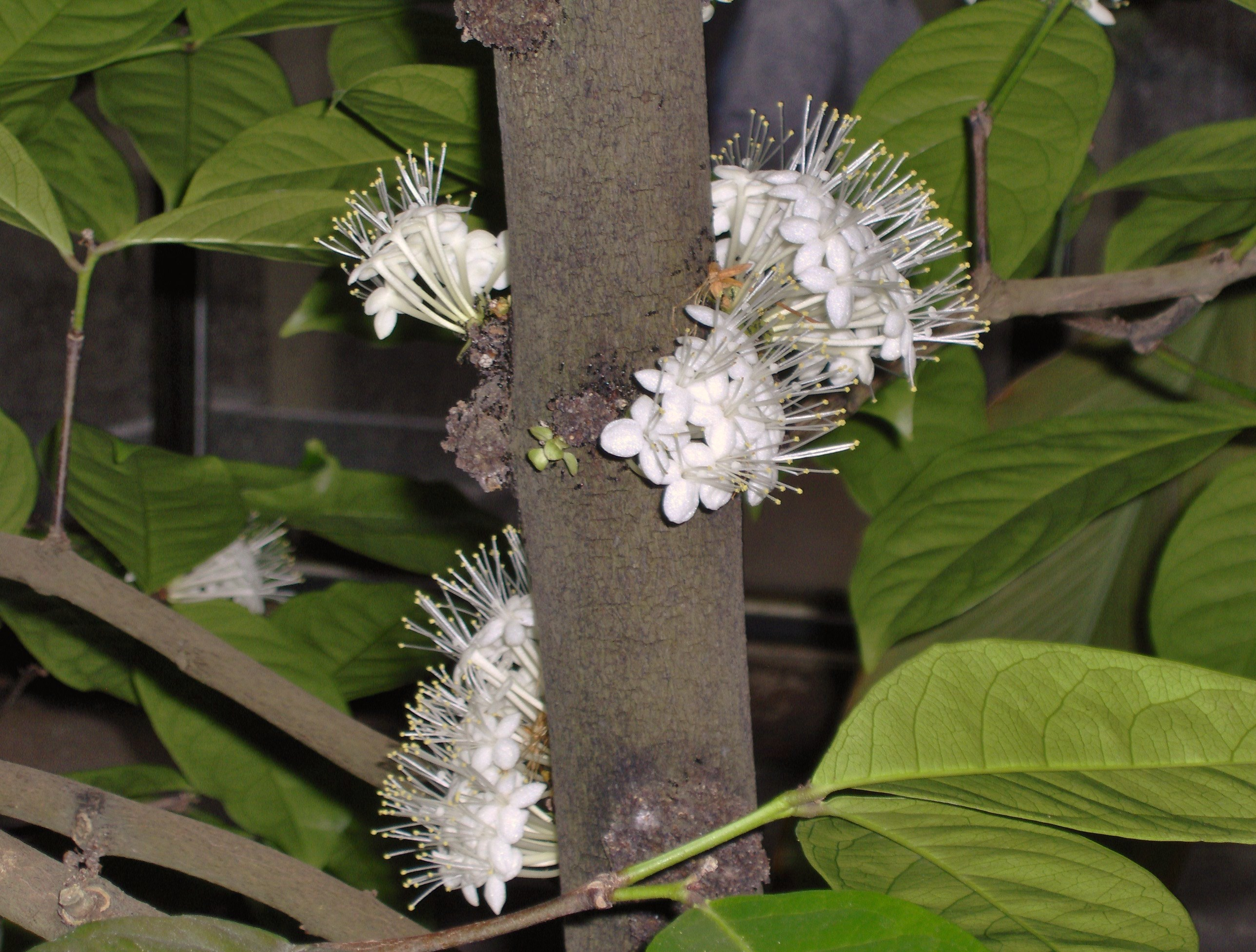
Kauliflorní květy Phaleria capitata
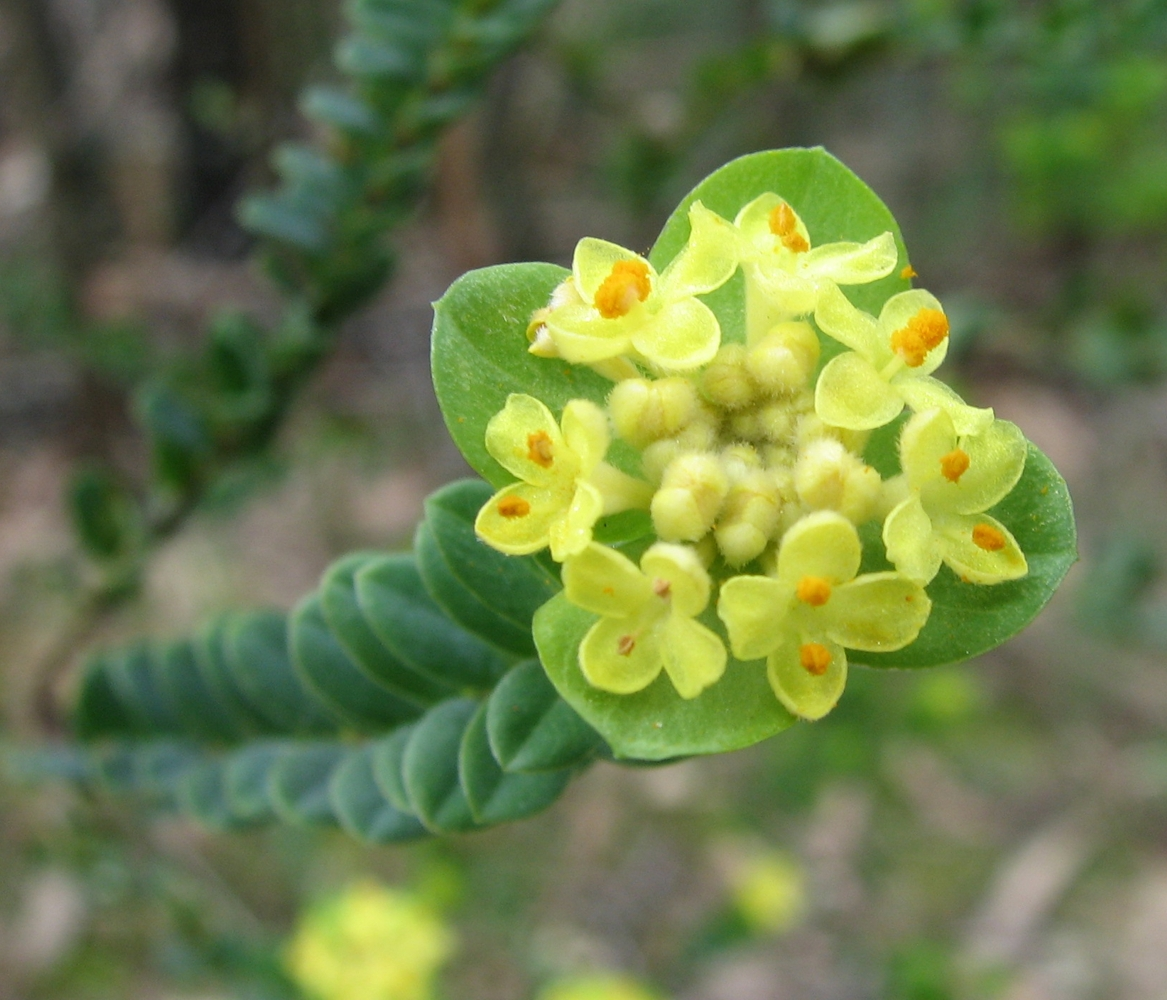
Pimelea flava

## Rozšíření

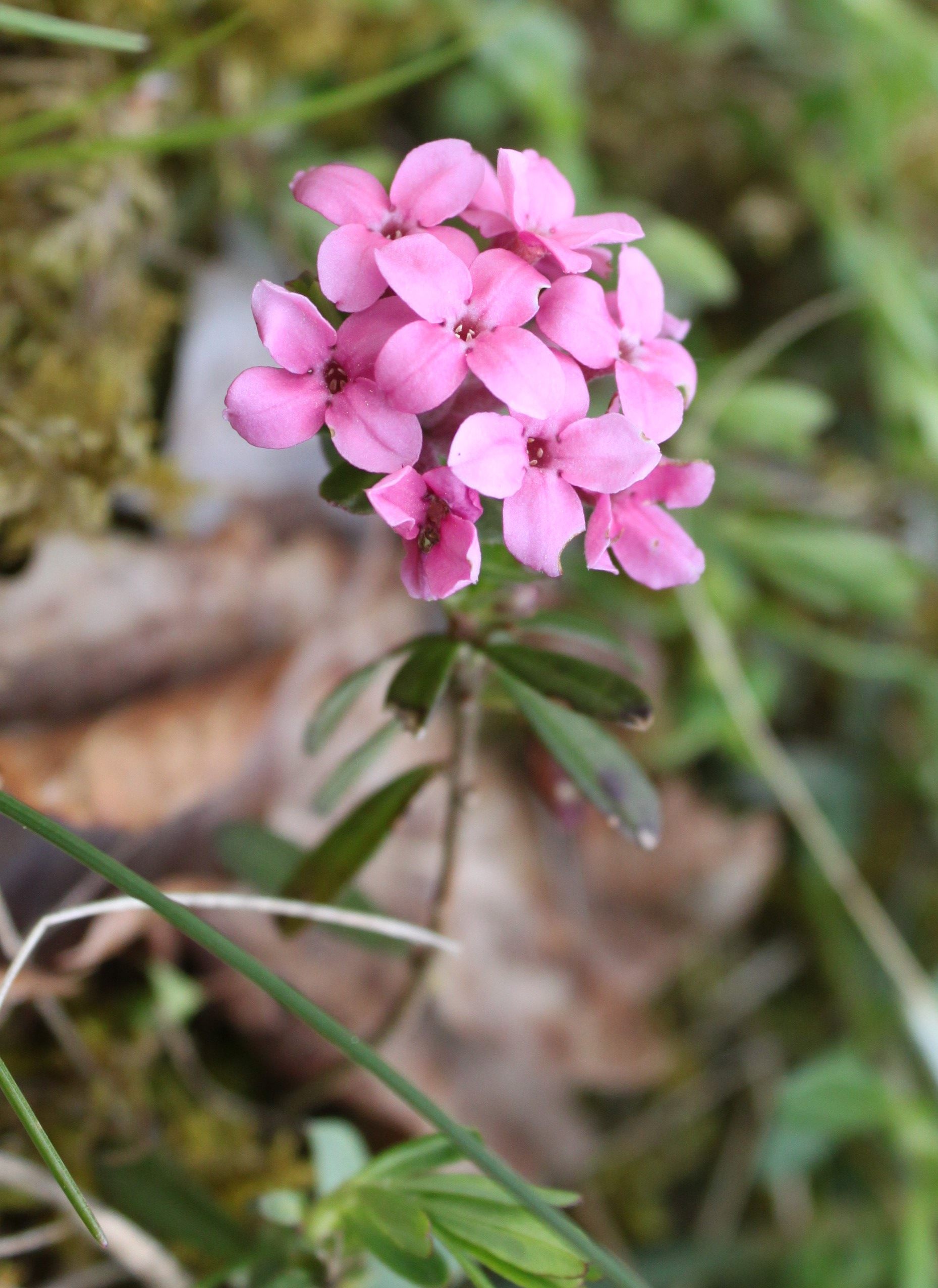
Lýkovec vonný (Daphne cneorum)

Čeleď vrabečnicovité zahrnuje téměř 900 druhů v 50 rodech. Je rozšířena celosvětově od tropů po mírný pás. Nejvíce druhů roste v tropické Africe a Austrálii, velké zastoupení mají i ve Středomoří a na stepích střední Asie. Navzdory širokému areálu výskytu nikde netvoří podstatnou složku vegetace. Největší rody jsou gnidie (Gnidia, asi 140 druhů), pimelea (Pimelea, 110 druhů) a lýkovec (Daphne, asi 100 druhů).
V květeně České republiky je čeleď zastoupena 3 druhy: lýkovcem jedovatým (Daphne mezereum), lýkovcem vonným (Daphne cneorum) a vrabečnicí roční (Thymelaea passerina). Na Slovensku roste v oblasti Muráňské planiny endemický lýkovec slovenský (Daphne arbuscula). V evropské květeně jsou zastoupeny 4 rody: mimo dalších druhů zmíněných rodů, které se vyskytují především ve Středomoří, roste na Sardinii, Korsice a Sicílii Stellera pubescens a v jz. Rusku Diarthron vesiculosum.

## Ekologické interakce
O opylování květů vrabečnicovitých je známo málo. Plody jsou šířeny nejčastěji ptáky.

## Taxonomie
Čeleď vrabečnicovité byla v minulosti na základě morfologie dávána do souvislosti s čeleděmi hlošinovité (Elaeagnaceae), pryšcovité (Euphorbiaceae) nebo Flacourtiaceae. V současném systému jsou vrabečnicovité na základě molekulárních studií součástí řádu slézotvaré (Malvales) jako jedna z bazálních čeledí řádu.

## Zástupci
- Aquilaria malaccensis
- bobkovka (Dais)
- edgevortie (Edgeworthia)
- gnidie (Gnidia)
- lýkovec (Daphne)
- pimelea (Pimelea)
- stelera (Stellera)
- vrabcovka (Passerina)
- vrabečnice (Thymelaea)
- wikstrémie (Wikstroemia)
- židelník (Dirca)[7]

## Význam
Kůra severoafrického lýkovce Daphne gnidium je používána při pohlavních a kožních nemocech a obsahuje látky urychlující porod. Listy se v Africe používají k barvení vlasů na černo. Ze dřeva Aquilaria malaccensis, stromu pocházejícího z tropické Asie, se získává vonná silice používaná v luxusní parfumerii. Má využití i v místní medicíně.
Některé druhy lýkovce, zejména lýkovec jedovatý (Daphne mezereum), lýkovec vonný (D. cneorum) a lýkovec Burkwoodův (D. x burkwoodii) se pěstují v ČR jako okrasné dřeviny nebo skalničky. Vzácně se pěstuje i severoamerický druh židelník bažinný (Dirca palustris)

## Přehled rodů
Aetoxylon,
Amyxa,
Aquilaria,
Arnhemia,
Atemnosiphon,
Craterosiphon,
Dais,
Daphne,
Daphnopsis,
Deltaria,
Diarthron,
Dicranolepis,
Dirca,
Drapetes,
Edgeworthia,
Englerodaphne,
Enkleia,
Funifera,
Gnidia,
Gonystylus,
Goodallia,
Gyrinops,
Jedda,
Kelleria,
Lachnaea,
Lagetta,
Lasiadenia,
Lethedon,
Linodendron,
Linostoma,
Lophostoma,
Octolepis,
Ovidia,
Passerina,
Peddiea,
Phaleria,
Pimelea,
Rhamnoneuron,
Schoenobiblus,
Solmsia,
Stellera,
Stephanodaphne,
Struthiola,
Synandrodaphne,
Synaptolepis,
Tepuianthus,
Thymelaea,
Wikstroemia